# Den Haag Mariahoeve vasútállomás
Den Haag Mariahoeve vasútállomás vasútállomás Hollandiában, ’t Harde településen.

## Vasútvonalak
Az állomást az alábbi vasútvonalak érintik:
- Amsterdam–Rotterdam-vasútvonal
- Haaglanden tram line 6
- Haaglanden tram line 6

## Kapcsolódó állomások
A vasútállomáshoz az alábbi állomások vannak a legközelebb:
- Voorschoten vasútállomás
- Den Haag Laan van NOI vasútállomás
- Aegonplein
- Essesteijn